# Castlebar
Castlebar (irsky Caisleán an Bharraigh) je irské město v hrabství Mayo. Je hlavním administrativním sídlem hrabství a rychle se rozvíjejícím městem, obchodním centrem a významnou turistickou destinací.

## Historie města
Název města souvisí s osobou normanského dobrodruha jménem De Barrie, který zde v roce 1235 nechal postavit svůj hrad (tj. Castle Barry). V 15. století zde vládl klan Mayo De Burgo, ale v roce 1574 byl majetek zkonfiskován guvernérem Connachtu Georgem Binghamem. Roku 1613 král Jakub I. povýšil osadu na město. V roce 1691 se pak Castlebar stal posádkovým městem, a v následujících letech zde bylo umístěno několik pluků britské armády.
Během irského povstání roku 1798 se poblíž města odehrála Bitva u Castlebaru, ve které jednotky pod vedením francouzského generála Humberta porazily třikrát početnější anglické vojsko pod velením G. M. Lakea.

## Kultura, sport a vzdělávání
Mezi každoročně pořádané akce ve městě patří International Four Days Walks, The Blues Festival a slavnost The Heritage Day.
V Castlebaru působí kluby zabývající se hurlingem, fotbalem, galským fotbalem a rugby.
V září roku 1994 byl ve městě otevřen Galway-Mayo Institute of Technology; roku 2022 byla ukončena jeho činnost a jeho místo zaujala Atlantic Technological University (ATU).